# Globigerinida
Gobligerinida es un orden de foraminíferos (clase Foraminiferea, o Foraminifera), tradicionalmente considerado suborden Globigerinina del orden Foraminiferida. Es un grupo común de foraminíferos que forma parte del plancton marino (los otros grupos de foraminíferos son primariamente bentónicos). Gobligerinina incluye más de 100 géneros y sobre 600 especies, de las cuales más de 500 especies están extintas. Uno de los géneros más conocidos es Globigerina, pero también destacan entre otros Globorotalia, Orbulina, Hastigerina, Morozovella, Hantkenina, Catapsydrax, Turborotalia, Heterohelix, Hedbergella, Marginotruncana y Globotruncana. Su rango cronoestratigráfico abarca desde el Jurásico hasta la Actualidad.

## Descripción
Gobligerinida incluye a foraminíferos planctónicos con concha calcárea hialina generalmente trocoespiralada, aunque también hay bastantes especies planiespiraladas y biseriadas, y algunas triseriadas, multiseriadas y estreptoespiraladas.

## Discusión
Clasificaciones posteriores han dividido Globigerinida en dos órdenes: orden Globigerinida s.s. y orden Heterohelicida, el cual incluye la superfamilia Heterohelicoidea.

## Clasificación
Gobligerinida incluye a las siguientes superfamilias:
- Superfamilia Heterohelicoidea
- Superfamilia Planomalinoidea
- Superfamilia Rotaliporoidea
- Superfamilia Globotruncanoidea
- Superfamilia Globorotalioidea
- Superfamilia Hantkeninoidea
- Superfamilia Globigerinoidea

También han sido consideradas las siguientes superfamilias:
- Superfamilia Favuselloidea
- Superfamilia Globigerinitoidea
- Superfamilia Eoglobigerinoidea
- Superfamilia Globoconusoidea
- Superfamilia Truncorotaloidinoidea